# L. C. Pedersen
L. C. Pedersen (geboren am 10. Mai 1862 in Dänemark; gestorben am 16. Februar 1929 in Askov, Vereinigte Staaten) war ein dänisch-amerikanischer Unternehmer und Politiker. Von 1919 bis 1922 wurde er für zwei Legislaturperioden als Abgeordneter ohne Parteibindung ins Repräsentantenhaus von Minnesota gewählt.
Pedersen war 1879 von Dänemark in den amerikanischen Bundesstaat Minnesota eingewandert. Er ließ sich zunächst in Alden im Freeborn County nieder, wo er als Landwirt v. a. in der Milchwirtschaft tätig war. 1894 zog er weiter nach Tyler im Lincoln County, hier baute er ein Unternehmen in der Viehwirtschaft auf und betrieb Produktion und Vertrieb von Molkerei-Produkten. Sein letzter Wohnsitz wurde ab 1906 Askov im Pine County, wo Pedersen als Einzelhandelsunternehmer erfolgreich war, Präsident der örtlichen Bank wurde und mit der Landentwicklung und -zuteilung betraut war.